# Leucania striata
Leucania striata är en fjärilsart som beskrevs av Taco Hajo van Wisselingh 1963. Leucania striata ingår i släktet Leucania och familjen nattflyn. Inga underarter finns listade i Catalogue of Life.